# Lusfrö
Lusfrö (Corispermum intermedium) är en amarantväxtart som beskrevs av August Friedrich Schweigger. Lusfrö ingår i släktet lusfrön, och familjen amarantväxter. Inga underarter finns listade i Catalogue of Life.

## Bildgalleri

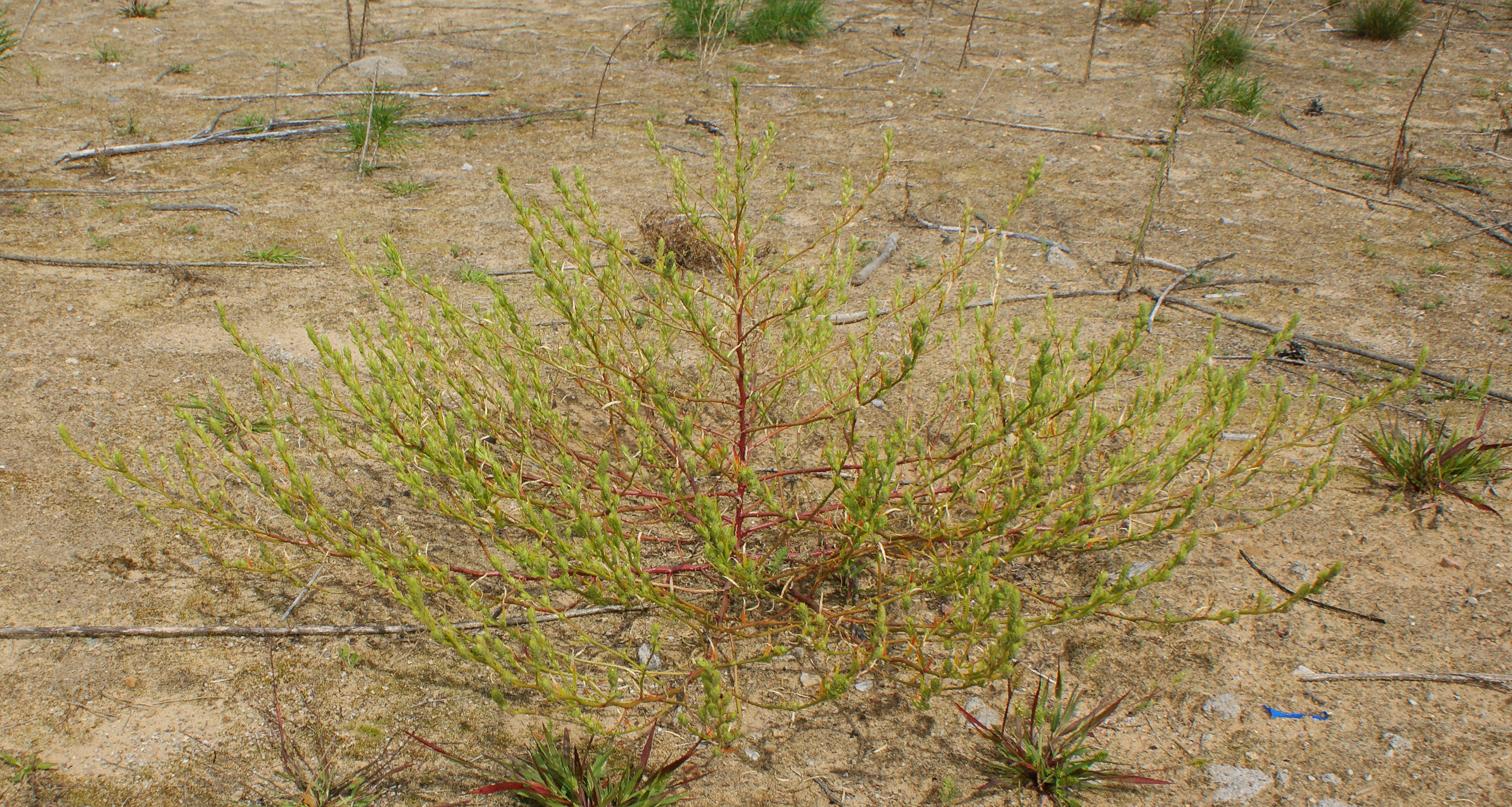
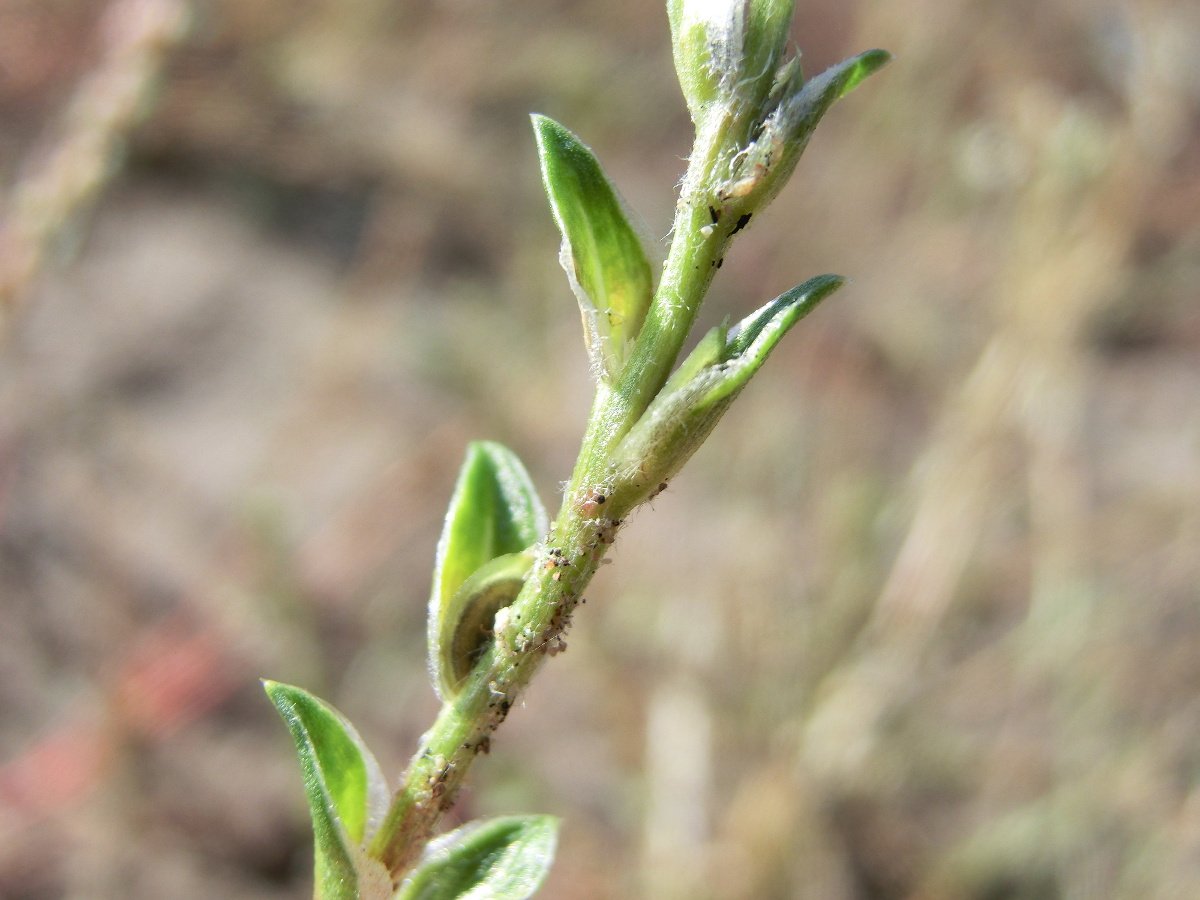
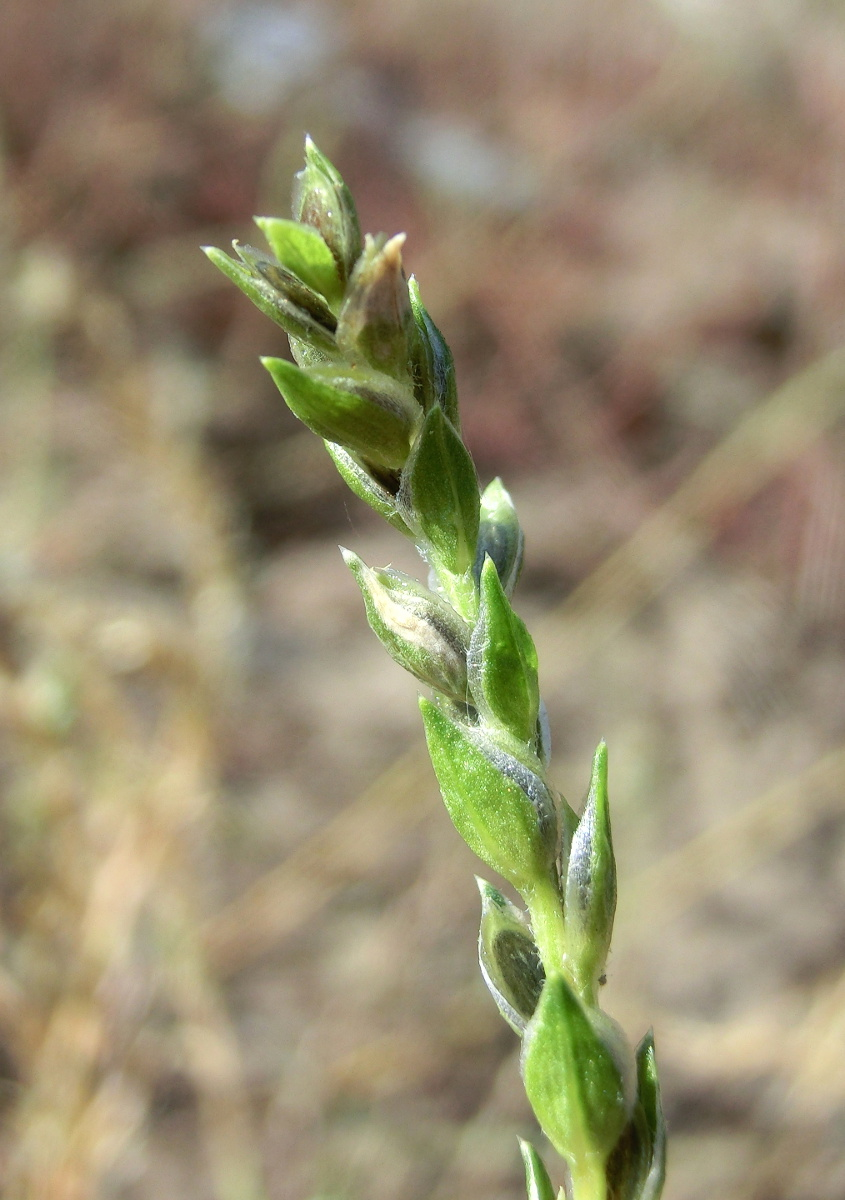
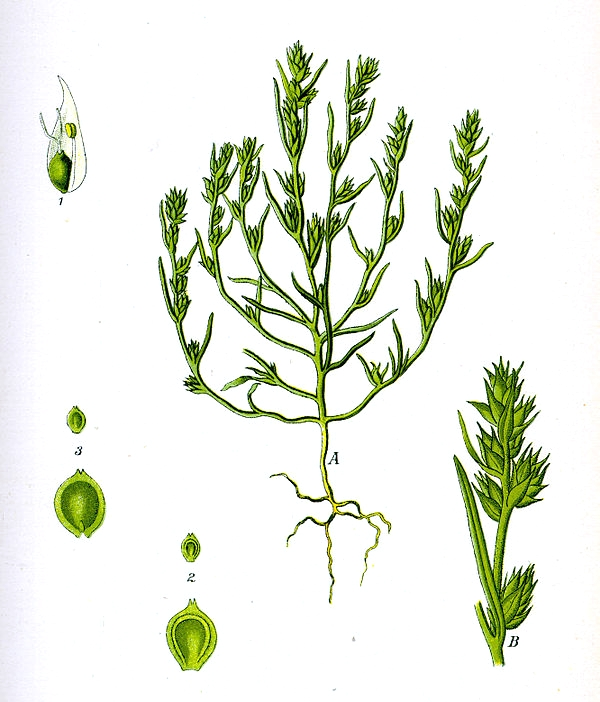